# Global Witness
Global Witness („Weltweite Zeugenschaft“) ist eine internationale Nichtregierungsorganisation. Sie wurde 1993 gegründet und bemüht sich, die Verbindung zwischen der Rohstoff-Ausbeutung, Konflikten, Armut, Korruption und Missachtung von Menschenrechten aufzubrechen. Sie hat Büros in London (Sitz) und Washington, D.C. und bezeichnet sich als politisch unabhängig.

## Profil
Das Ziel ist nach eigenen Angaben, die Ausbeutung der natürlichen Ressourcen und die internationalen Handelssysteme aufzudecken und Kampagnen zu veranstalten, um Straflosigkeit, Ressourcen-Konflikte, Menschenrechtsverletzungen und Umweltverschmutzung zu beenden.
Die Organisation untersucht, wie mit Diamanten und anderen Rohstoffen Kriege und Korruption finanziert werden. Sie führt Untersuchungen durch zur Beteiligung von Personen und Unternehmen an illegaler und nicht nachhaltiger Waldnutzung und an der Korruption in der Öl-, Gas- und Bergbauindustrie.
Die Organisation kombiniert investigative Recherche, Veröffentlichung von Berichten und Lobbyarbeit. Die Berichte werden an Regierungen, zwischenstaatliche Organisationen und Medien verteilt. Damit sollen die Weltpolitik und die Einstellung zu Rohstoffgewinnung und -handel beeinflusst werden; man will aufzeigen, wie Korruption die wirtschaftliche Entwicklung beeinflusst und die Menschenrechte gefährdet.

## Kampagnen
Die Organisation hat über Diamanten, Öl, Holz, Kakao, Gas, Gold und andere Rohstoffe gearbeitet. Sie hat Untersuchungen und Fallstudien in Kambodscha, Angola, Liberia, der Demokratischen Republik Kongo, Äquatorialguinea, Kasachstan, Burma, Indonesien, Simbabwe, Turkmenistan und der Elfenbeinküste unternommen. Sie hat internationale Initiativen wie die Extractive Industries Transparency Initiative (EITI) mitbegründet
, den Kimberley-Prozess
und die Publish What You Pay Coalition.
Die erste Kampagne richtete sich gegen den Handel mit illegalem Holz zwischen Kambodscha und Thailand, der die Guerillakämpfe der Roten Khmer finanziert hatte.
Die Organisation argumentiert, dass mit Rohstoffen Armeen und Milizen finanziert wurden und werden, die morden und vergewaltigen und die Menschenrechte der Bevölkerung verletzen. Sie sagt, dass „Rohstoffe genutzt werden können, um zu verhandeln und den Frieden zu erhalten“
und „der Schlüssel zur Beendigung der Armut in Afrika sein könnten“.

### Kambodscha
Die erste Kampagne der Organisation fand in Kambodscha in den 1990er Jahren statt, wo die Roten Khmer sich durch illegalen Holzschmuggel über die Grenze nach Thailand finanzierten. Die Kampagne führte zum Schließen der Grenze. Der englische Observer führte das Schließen der Grenze auf die "detaillierte und genaue Berichterstattung" von Global Witness zurück.
Nachdem ein Bericht die Verwicklung von Verwandten des Ministerpräsidenten Hun Sen und anderer hochrangiger Regierungsvertreter aufgedeckt hatte, wurde der Bruder des Premierministers Hun Neng, der auch Provinzgouverneur war, in einer kambodschanischen Zeitung zitiert mit den Worten, wenn jemand von Global Witness nach Kambodscha zurückkehrte, "schlüge er sie, bis ihre Köpfe zerbrochen seien".
Im Jahr 2009 veröffentlichte Global Witness "Country for Sale"
, einen Bericht über Korruption bei der Vergabe von Kambodschas Rohstofflizenzen. Im Jahr 2010 wurde der Bericht "Shifting Sand" veröffentlicht, der Baggerarbeiten für den Export von Sand nach Singapur beleuchtete. Der Bericht behauptete, dass der Handel "von zwei prominenten kambodschanischen Senatoren mit engen Verbindungen zu Ministerpräsident Hun Sen monopolisiert wurde".

### Blutdiamanten
Im Jahr 1998 veröffentlichte Global Witness den Bericht "A Rough Trade – The Role of Companies and Governments in the Angolan Conflict"
, der die Rolle des internationalen Diamantenhandels bei der Finanzierung des angolanischen Bürgerkriegs beschrieb.

### Sierra Leone

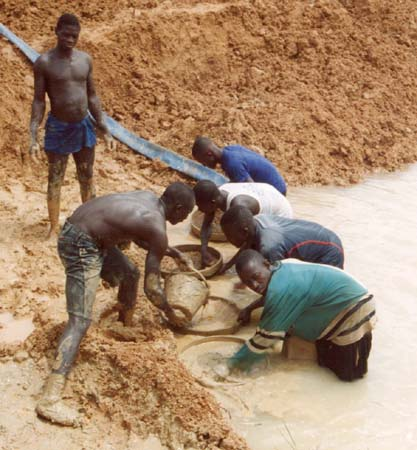
Diamantenwäscher in Sierra Leone

Die Organisation hat sich auch in Sierra Leone engagiert. Im Rahmen ihrer Kampagne gegen Blutdiamanten, half Global Witness bei der Gründung des Kimberley Process Certification Scheme (KPCS). Das internationale staatliche Zertifizierungssystem, das eingerichtet wurde, um den Handel mit Diamanten zu beenden, aus dem sich Kriege und Bürgerkriege finanzierten, stellt sicher, dass nur noch Rohdiamanten gehandelt werden dürfen, denen die Regierung ihres Herkunftslandes Konfliktfreiheit bescheinigt hat.
Wie viele andere afrikanische Länder südlich der Sahara, ist Sierra Leone ein Land mit Bodenschätzen, sozialer Ungleichheit, großer Armut und vielen Konflikten.
Unter der Rebellenbewegung Charles Taylors, die die Diamanten-Industrie beherrschte, wurden Diamanten mit der Revolutionary United Front (RUF) gegen Waffen gehandelt.
Allein diese Rebellengruppe erbrachte in der Spitze 125 Millionen US-Dollar. Im Jahr 1998 hat Global Witness festgestellt, dass Diamanten diese Konflikte fördern. Durch eine UN-Untersuchung im Jahr 2000 wurde belegt, dass die Edelsteine aus dem östlichen Sierra Leone über Liberia in den internationalen Markt geschmuggelt wurden. Im März 2001 wurden dann von der UNO gegen liberianische Diamanten Sanktionen verhängt.
Am 19. Juli 2000 hat der World Diamond Congress in Antwerpen eine Resolution angenommen, die Fähigkeit der Diamantenindustrie zu verstärken, den Verkauf von Blutdiamanten zu blockieren.
Unter dem wachsenden internationalen Druck durch Global Witness und andere NGOs wurden über drei Jahre Tagungen mit Diamanten-produzierenden Ländern veranstaltet, die im Januar 2003 die Schaffung eines internationalen Zertifizierungssystems für Ex- und Import von Diamanten, bekannt als KCPS, beschlossen. Es verpflichtete die Gesetzgebung aller Länder, nur den Versand von Diamanten mit offiziell versiegelten Verpackungen zu erlauben, denen ein KP-Zertifikat ihre Konfliktfreiheit garantiert. Jeder, der mit Konfliktdiamanten handelt, wird angezeigt und angeklagt.
Der Kimberley-Prozess (KP) begrenzte den Handel mit Blutdiamanten in Sierra Leone in kurzer Zeit; er half dabei, das Leben der Menschen wieder friedlich, sicher und stabil zu machen. Er kanalisierte größere Mengen an Diamanten in den internationalen Markt, steigerte die Staatseinnahmen und unterstützte die Entwicklung. Im Jahr 2006 wurden schätzungsweise Diamanten im Wert von 125 Mio. US-$ aus Sierra Leone legal
exportiert, im Vergleich zu fast nichts in den 1990er Jahren.
Trotz seiner Erfolge gab Global Witness neun Jahre später, am 5. Dezember 2011, bekannt, dass sie den Kimberley-Prozess verlassen hatte, weil die Regierungen kein weiteres Interesse an der Reform zeigten.

### Öl- und Gasförderung, Bergbau
Die Organisation setzt sich für mehr Transparenz im Öl-, Gas- und Bergbausektor ein. Sie ist eines der Gründungsmitglieder der Vereinigung Publish What You Pay (PWYP), die sich für "die obligatorische Offenlegung von Unternehmenszahlungen und Regierungseinnahmen aus dem Öl-, Gas- und Bergbausektor"
einsetzt. Über 300 Organisationen weltweit sind Mitglied der PWYP. Andere PWYP-Gründer sind CAFOD, Oxfam, Save the Children UK, Transparency International UK und George Soros, Vorsitzender des Open Society Institute.
Die Organisation unterstützte auch die Gründung der Extractive Industries Transparency Initiative, die von dem damaligen britischen Premierminister Tony Blair auf dem Weltwirtschaftsgipfel in Johannesburg im September 2002 angekündigt und offiziell von der Weltbank im Dezember 2003 in Évian-les-Bains gegründet wurde.

### Republik Kongo
Die Organisation ist zu einer Reihe von Fragen in der Republik Kongo aktiv. Sie hat immer wieder aufgezeigt, wie mit dem Ölreichtum des Landes umgegangen wird, wie die kongolesische Regierung immer wieder künftige Öleinnahmen gegen schnelles Bargeld verpfändet, obwohl sie immer wieder versprochen hat, diese Praxis einzustellen. 2007 zeigte Global Witness, wie der Präsidentensohn Denis Christel Sassou Nguesso staatliche Öleinnahmen zum Einkauf persönlicher Luxusartikel verwendete.
Global Witness zeigte in ihrem Report "Undue Diligence: How banks do business with corrupt regimes"
die Geldflüsse hinter der Korruption auf und beleuchtete, wie Lücken im globalen Finanzsystem es den Banken ermöglichen, Geschäfte mit korrupten Politikern zu machen.

### Wälder
Die Organisation hat viel über Wälder gearbeitet. Sie erstellte Berichte darüber, wie Holz dazu beiträgt, den Bürgerkrieg in Liberia zu finanzieren und betrachtete den Holzschmuggel aus Burma nach China.
Vor kurzem verklagte Global Witness in Frankreich die dänische Firma DLH (Dalhoff Larsen & Horneman), ein Unternehmen, dem sie vorwirft, Holz von liberianischen Unternehmen während des Bürgerkrieges zwischen 2001 und 2003 gekauft zu haben und damit das Regime von Charles Taylor unterstützt zu haben.
Die Organisation beschreibt Wälder als die "letzte Bastion gegen den Klimawandel". Die Entwaldung verursacht etwa ein Siebtel der weltweiten Kohlendioxid-Emissionen, ähnlich viel wie der gesamte weltweite Verkehr.
Laura Furones von Global Witness sagt in einem Pressetext über UN-Bemühungen um eine Einigung über die Reduktion von Emissionen aus Entwaldung und Waldschädigung (Reducing Emissions from Deforestation and Forest Degradation, REDD): „REDD trägt erhebliche Risiken für die Wälder und lokale Gemeinden und wird nur gelingen, wenn sich die Zivilgesellschaft als ein unabhängiger Wachhund engagiert, um sicherzustellen, dass das Geld in Übereinstimmung mit nationalen Gesetzen und internationalen Richtlinien verwendet wird“.
Die Organisation kritisiert die von der Weltbank unterstützte industrielle exportbasierte Abholzung als Mittel zur Förderung des Wirtschaftswachstums in Entwicklungsländern, die, wie wiederholt gezeigt wurde, gescheitert ist. Stattdessen plädiert Global Witness für Management-Strategien, die die vom Wald abhängigen Gemeinden, die Heimatländer und die Umwelt fördern und die Wälder als "internationales Kapital" behandeln.

### Banken
Im Jahr 2009 hat die Organisation eine Kampagne über die Unterstützung der Korruption durch Banken gestartet. Ihr Bericht Undue Diligence
nennt einige der großen Banken, die Geschäfte mit korrupten Regimes betrieben haben. Er argumentiert, dass "Banken durch das Akzeptieren dieser Kunden diejenigen unterstützen, die sich am Staatsvermögen bereichern" und dass "diese Korruption den ärmsten Menschen der Welt die Chance nimmt, sich aus der Armut zu befreien und sie in der Abhängigkeit von Hilfe belässt".
Die Organisation ist Mitglied im Koordinierungsausschuss der Task Force on Financial Integrity and Economic Development, von BankTrack, einer Vereinigung von NGOs, die zu Privatbanken und deren Verwicklung in Projekte arbeitet, die ein Risiko für die Umwelt, die Gesellschaft und die Menschenrechte sind, und Mitglied der UNCAC Coalition.
Im Mai 2009 sagte die Global-Witness-Mitarbeiterin Anthea Lawson vor dem U.S. House of Representatives Committee on Financial Services, on ‘Capital Loss, Corruption, and the Role of Western Financial Institutions’ aus
, und in einem Brief an den Guardian vom 9. Februar 2010 warf sie englischen Banken Korruptionsbeteiligung vor.

### Sudan
Die Organisation hat für Transparenz in der sudanesischen Ölindustrie gekämpft. Sie veröffentlichte im Juni 2009 den Bericht Fuelling Mistrust
, der Abweichungen von bis zu 26 Prozent zwischen den von der sudanesischen Regierung und den von CNCP (China National Petroleum Corporation), der Hauptölfirma der Region, veröffentlichten Produktionszahlen aufzeigte.

### Simbabwe-Diamanten
Im Juni 2010 kritisierte die Organisation Simbabwe dafür, im großen Stil in den Marange-Diamantenfeldern Menschenrechte verletzt zu haben. Es veröffentlichte den Bericht Return of the Blood Diamond, der das Kimberley-Prozess-Zertifizierungssystem kritisiert, weil es wiederholt dabei versagt hatte, effektiv auf die Krise in Simbabwe zu reagieren.

### Malaysia
Die Organisation enthüllte durch ein Video mit dem Titel Inside Malaysia's Shadow State die Korruption beim Handel mit Land in der Verwaltung von Taib Mahmud, dem Gouverneur des malaysischen Bundesstaates Sarawak.
Das Video enthält Aufnahmen von Gesprächen mit Verwandten Taib Mahmuds und ihrem Rechtsanwalt, in denen Beauftragte von Global Witness als potenzielle Investoren auftreten.

### Anonyme Gesellschaften
Im Jahr 2013 begann die Organisation eine Kampagne gegen anonyme Gesellschaften: Gesellschaften, deren Aktien als Inhaberpapiere gehandelt werden, bei denen die Eigentümer anonym bleiben und deshalb vor der Öffentlichkeit kaum zur Verantwortung gezogen werden können.

## Finanzierung
Die Organisation finanziert sich zum Großteil durch Zuschüsse von Stiftungen, Regierungen und Hilfsorganisationen.
Einer ihrer wichtigsten Förderer sind die Open Society Foundations des amerikanischen Milliardärs George Soros, die auch Human Rights Watch unterstützen. Die Organisation erhält auch Geld von der norwegischen und der britischen Regierung und der niederländischen Adessium-Stiftung, und Oxfam Novib.
In einem Interview in der Zeitung The Guardian im Jahr 2007, wies Patrick Alley, einer der Gründungsdirektoren, die Behauptung zurück, dass Regierungsgelder ihre Kampagnen beeinflussen könnten: "Being campaign-led, rather than funding-led, means that our independence is never comprised,", argumentierte er. "The Department for Trade and Industry did once ask if we'd like to sign a confidentiality clause. We said we wouldn't take the funding under those conditions. No other government has ever tried to impose any restrictions."
Von Dezember 2008 bis November 2009 beliefen sich die Einnahmen von Global Witness auf 3.831.831 £. Davon kamen in Form von Zuschüssen rund 61 % von Privatfirmen und Stiftungen, 33 % von Regierungen und 6 % aus anderen Quellen. Global Witness gibt an, dass es 75 % seiner Einnahmen für Kampagnen ausgibt, 7 % für Kommunikation und Fundraising und 18 % für Unterstützung und Verwaltung.

## Ehrungen und Auszeichnungen
- Gemeinsam mit Partnership Africa Canada Nominierung für den Friedensnobelpreis 2003 durch US-Repräsentantenhaus und Mitglieder des Senats für die Arbeit an Verbindungen zwischen bewaffneten Konflikten und Diamanten in mehreren afrikanischen Ländern.
- Preis der Gleitsman-Foundation für internationalen Aktivismus (2005)
- Commitment to Development Award (2007)[46]
- TED Price 2014[47][48]
- Preis der Skoll-Foundation (2014)[49][50]